# Botschaft der Republik Korea in Berlin

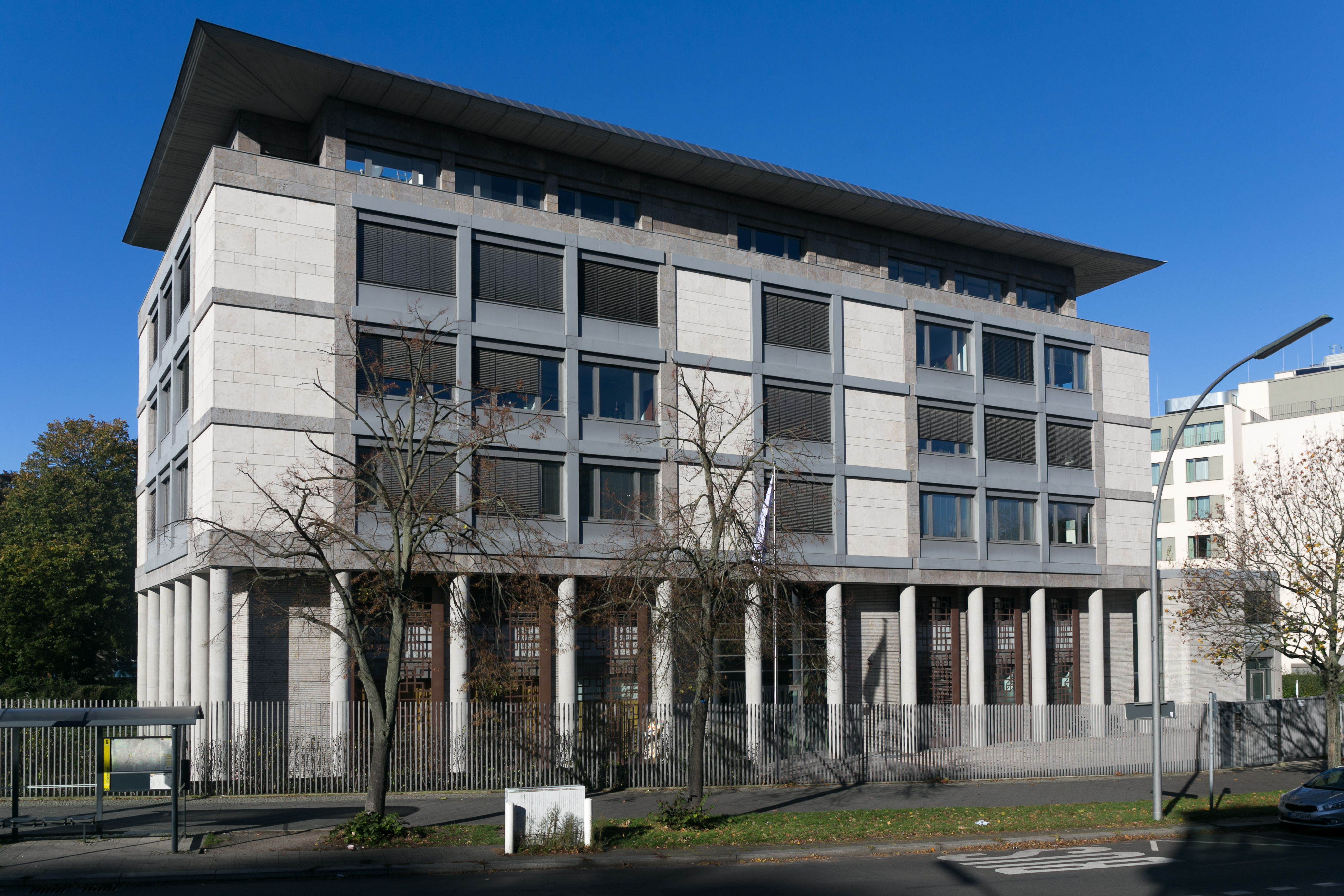
Botschaft der Republik Korea

Die Botschaft der Republik Korea in Berlin (koreanisch: 주 독일 대한민국 대사관) ist der Hauptsitz der diplomatischen Vertretung von Südkorea in Deutschland. Sie befindet sich im Berliner Ortsteil Tiergarten in der Stülerstraße 10 im Botschaftsviertel am Rande des Großen Tiergartens.

## Geschichte und Entwicklung
Bereits 1883 wurden zwischen dem damaligen Deutschen Reich und dem Kaiserreich Korea ein Handels-, Freundschafts- und Schifffahrtsvertrag geschlossen und in beiden Hauptstädten Botschaften eröffnet. Infolge der kriegerischen und politischen Entwicklungen bis zur Mitte des 20. Jahrhunderts blieben die Beziehungen unterbrochen. Ab dem Jahr 1953 gab es ein neues diplomatisches Abkommen mit der Bundesrepublik Deutschland. Das entwickelte sich von einem Konsulat zu einer Botschaft (ab 1958) und seitdem stetig erfolgreich weiter.
Ein erster Botschaftssitz Südkoreas befand sich in Remagen, es folgte ein Umzug nach Köln und ab 1958 in das Bundesviertel nach Bonn. In dieser Stadt gab es mehrfache Umzüge, seit 2014 hat die nun Bonner Außenstelle die Adresse Godesberger Allee 142–148.
Korea hatte in Berlin eine Baufläche im Botschaftsviertel in Berlin-Tiergarten gekauft. Hier konnte im Jahr 2006 nach einem Entwurf der Architekten Braun & Schlockermann und Partner ein neues Botschaftsgebäude eröffnet werden. Es wurde überwiegend in Beton ausgeführt und weist mehrere traditionelle Bezüge zur koreanischen Architektur auf. Für die Fassade wurden Kalksandstein und Juramarmor mit Messingkassetten verwendet. Vor dem Eingang in der Stülerstraße begrüßt ein von der koreanischen Künstlerin Seo gestalteter Buddy Bär die Besucher.
Botschafter ist seit Februar 2024 Lim Sang-beom.
In München und Düsseldorf gab es Konsulate als Filialen der Botschaft, nun werden Frankfurt am Main und Hamburg als Generalkonsulate genannt (Frankfurt: Lyoner Straße 34, Hamburg: Kaiser-Wilhelm-Straße 9).